# Rudolf Seydel
Georg Karl Rudolf Seydel (* 27. Mai 1835 in Dresden; † 8. Dezember 1892 in Leipzig) war ein deutscher Philosoph, Theologe und Hochschullehrer.

## Leben und Wirken
Nach seinem Besuch der Kreuzschule in Dresden nahm Seydel 1852 in Leipzig ein Studium der Theologie auf, das er mit einem Magister Theologiae beendete. 1856 wurde er mit seiner preisgekrönten Dissertation „Schopenhauers Philosophisches System“ promoviert. Als begeisterter Freimaurer erhoffte sich Seydel, eine Vereinigung religiöser Wahrheitsliebhaber zu gründen und damit eine ‚ideale Kirche‘ zu verwirklichen. Seine Hoffnungen erfüllten sich nicht und er schloss sich dem  Deutschen Protestantenverein an, um den ‚Geist der Freiheit‘ in die bestehende evangelische Kirche zu bringen. So wurde er 1867 Mitbegründer eines Lokalvereins des Deutschen Protestantenvereins zu Leipzig, für den er populäre Vorträge hielt, unter denen „Der historische Jesus und die moderne Kritik“ (1868) und „Über die evangelischen Wunderberichte“ (1870) in seine gesammelten Werke aufgenommen wurden.
Seydel wurde aufgrund seiner Habilitation „Der Fortschritt der Metaphysik an der Schule für Ionischen Hylozoismus“ (1860) zum Privatdozenten ernannt, um dann 1867 an der Universität Leipzig zum außerordentlichen Professor für Philosophie berufen zu werden. Dort veröffentlichte er im Jahre 1866 die Arbeit „Logik oder Wissenschaft vom Wissen“.
Er war ein Schüler von Christian Hermann Weisse und ist bekannt für seine Studien, die Parallelen zwischen Buddhismus und Christentum behandeln.
Politisch war er linksliberal eingestellt und gehörte 1858 zusammen mit Gottfried Joseph Gabriel Findel zu den Gründern der freimaurerischen Zeitschrift die „Die Bauhütte“, deren erste Ausgabe in Leipzig am 24. Juni 1858 erschien.
Seydel hatte zwei Söhne, der jüngere Hugo Martin Seydel (* 10. Februar 1871; † 25. August 1934), war Philosoph, Musikwissenschaftler und Hochschullehrer in Leipzig.

## Publikationen (Auswahl)
- Schopenhauers Philosophisches System. 1857.
- Logik oder Wissenschaft vom Wissen. 1866.
- Die Religion der Religionen. 1872.
- Ethik oder Wissenschaft vom Seinsollenden. 1874.
- Das Evangelium von Jesu in Bezug auf die Buddhasage und Buddhlehre. 1882.
- Die Buddha-Legende und das Leben Jesu nach den Evangelien. 1884.
- Buddha und Christus. 1884.
- Religion und Wissenschaft. Gesammelte Reden und Abhandlungen. 1887.
- Religionsphilosophie im Umriß. Religionsphilosophie im Umriss seit Kant. Akademische Verlagsbuchhandlung von J.C.B. Mohr, Tübingen 1893 (herausgegeben zusammen mit Paul Wilhelm Schmiedel)